# Reigoso (Oliveira de Frades)
Pour les articles homonymes, voir Reigoso.
Reigoso est une ancienne freguesia (paroisse civile) du Portugal, qui fait partie de la municipalité d'Oliveira de Frades, dans le district de Viseu. Elle fait partie de l'union de freguesias de Destriz e Reigoso